# Lycée de Putbus

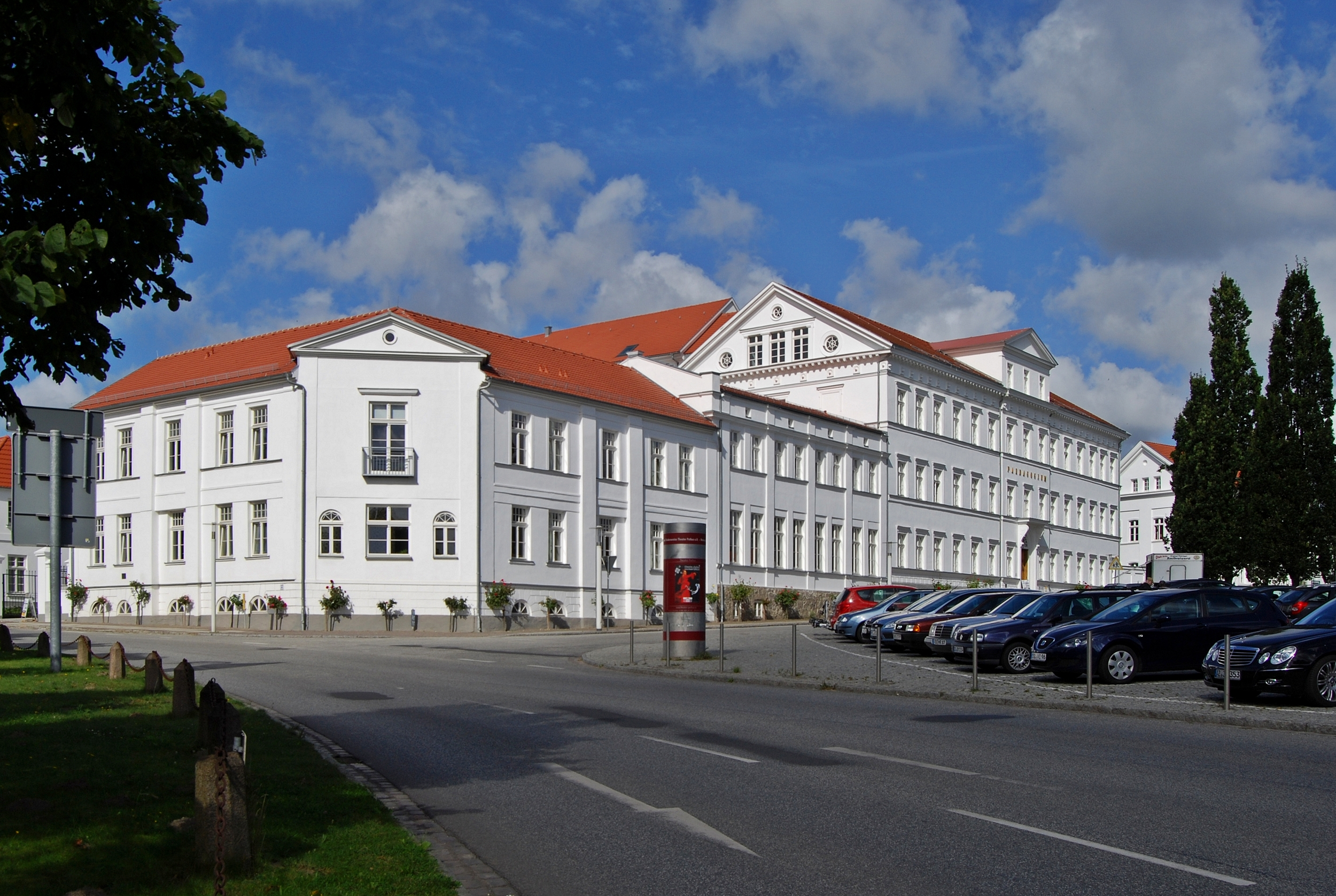
L'ancien lycée du cirque de Putbus

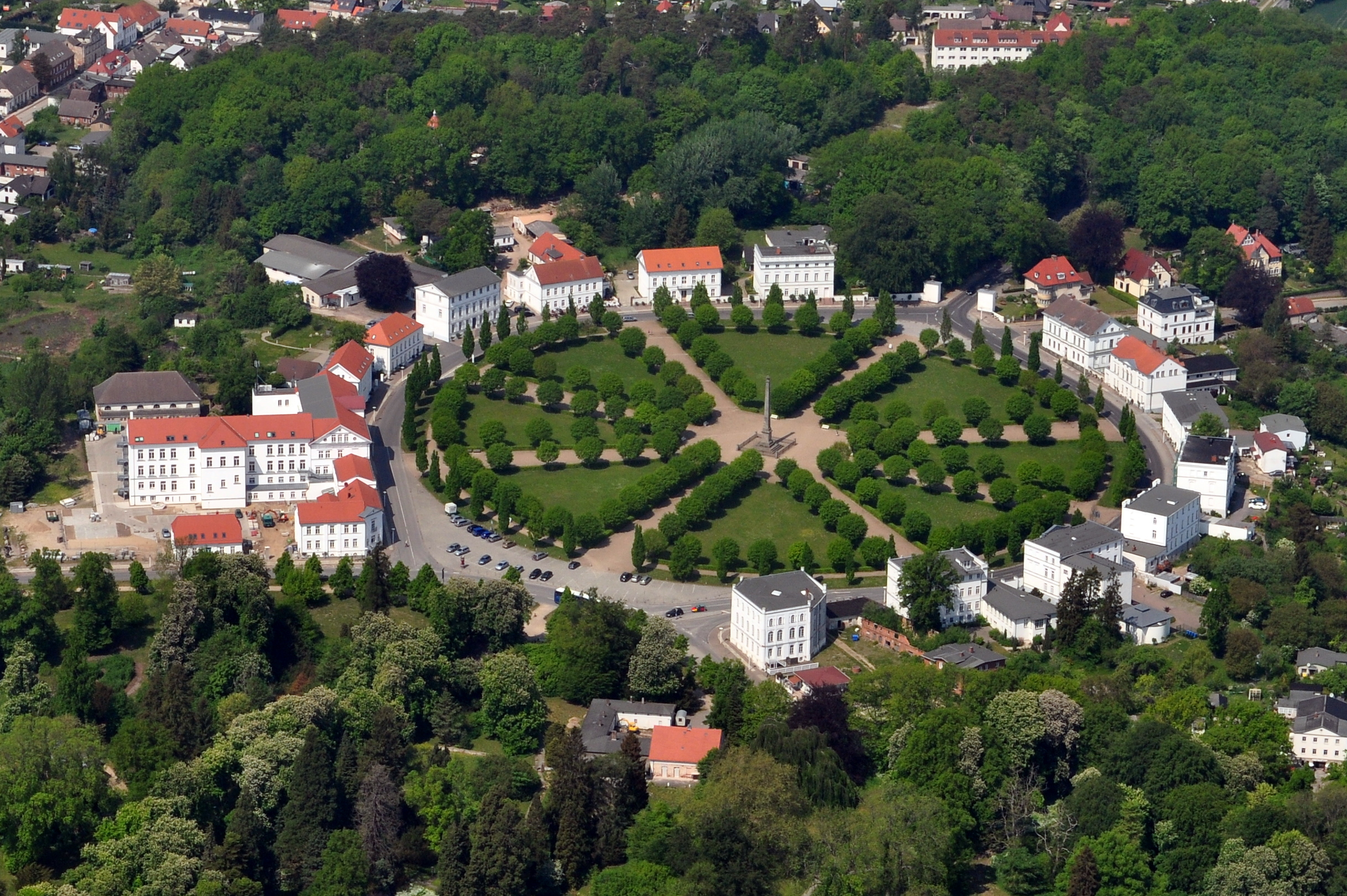
Photo aérienne (2011) du cirque, à gauche le bâtiment de l'ancien lycée

Le lycée de Putbus est un lycée fondé en 1836 à Putbus sur l'île de Rügen. Situé directement sur le cirque de Putbus, dans un bâtiment classique qui marque le paysage local, l'établissement d'enseignement, d'abord royal puis, à partir de 1919, national, est une institution d'enseignement supérieur d'excellente réputation. La population locale l'appelle "Pädschen", les élèves se nomment "Pädschler".
En 1941, il est transformé en établissement national d'enseignement politique. De 1946 à 1975, des enseignants y sont formés, avant que la maison n'accueille jusqu'en 2000 un établissement d'éducation spéciale pour les malentendants.
De 2002 à 2014, il y a une école professionnelle supérieure d'informatique dans le bâtiment, l'IT-College Putbus.

## Histoire

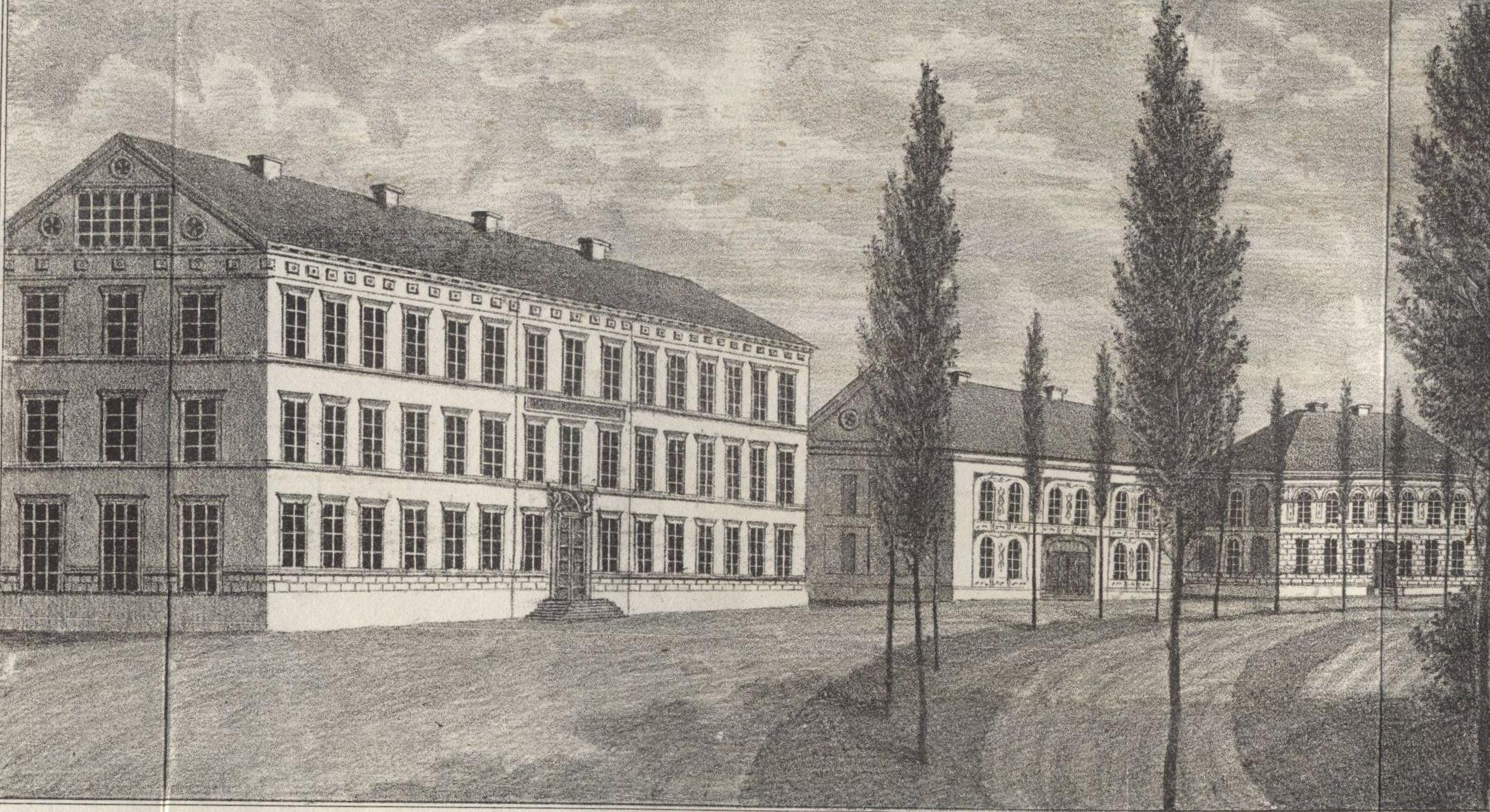
Vue du bâtiment principal en 1839

Le prince Wilhelm Malte zu Putbus (de) fait agrandir Putbus en résidence princière en 1808. Dans les années 1820, sous l'impulsion de Ferdinand Hasenbalg (de), alors enseignant au lycée de Stralsund (de), il décide de créer à Putbus un établissement d'enseignement supérieur pour les garçons de la noblesse et de la bourgeoisie de Poméranie. Ce projet est bien accueilli par les autorités prussiennes, mais le ministère des Affaires spirituelles, éducatives et médicales dirigé par le ministre Altenstein, ne dispose pas de fonds pour le soutenir. En 1830, le prince s'adresse donc directement au roi de Prusse Frédéric-Guillaume III pour lui demander son soutien, tout en proposant de financer de sa poche la construction des bâtiments nécessaires. L'État doit prendre en charge la rémunération des enseignants. Les travaux de construction, dirigés par le maître d'œuvre Theodor Bamberg, commencent en 1833 et durent jusqu'en 1836.
En 1835, le roi se déclare prêt à assumer le patronage de l'établissement d'enseignement. Les frais de construction d'environ 30.000 thalers sont remboursés pour moitié au prince. Pour la seconde moitié, le droit d'accorder des dispenses lui est accordé. L'ouverture solennelle en tant que lycée royal a lieu le 7 octobre 1836. Ferdinand Hasenbalg est nommé premier directeur, assisté de Franz Biese (de) et Gustav Brehmer en tant que professeurs principaux. Le personnel compte également quatre adjoints et trois professeurs techniques.
Au début, le lycée dépendait du consistoire de la province de Poméranie (de) à Stettin, avant que le collège scolaire provincial n'en soit détaché en tant qu'autorité propre en 1845. La surveillance locale est assurée par un conseil d'administration présidé par le propriétaire du comté de Putbus. Le directeur en est le vice-président. Le premier maître d'école et le professeur de religion, qui est également responsable de l'église du château (de) en tant qu'ecclésiastique, dont également partie du conseil d'administration. Les autres membres sont le surintendant du synode de Garz/Rügen, un juriste et plus tard un représentant de la chevalerie de Rügen.
Les frais de scolarité annuels s'élèvent à 200 thalers. À l'origine, la capacité est calculée pour 60 élèves, dont 30 au maximum sont des places dites de bénéficiaires, pour lesquelles il n'y a que 80 thalers de frais de pension et de scolarité. En outre, il y a encore les "demi-pensionnaires" habitant chez les professeurs, dont le nombre est limité à 16. Ces élèves et ceux qui habitent chez eux doivent payer des frais de scolarité d'un montant de 50 thalers,
L'année de l'ouverture, 37 élèves étudient au lycée. Le nombre d'élèves augmente au cours des années suivantes. Le nombre total d'élèves oscille entre 120 et 170, avec un pic de 182 élèves en 1876. Entre 1886 et 1908, le lycée accueille entre 64 et 90 élèves, le nombre le plus élevé étant atteint en 1904. La plupart des élèves viennent de l'île de Rügen et du reste de la province de Poméranie. D'autres viennent du Mecklembourg, de Berlin et d'autres grandes villes allemandes.
Wilhelm Malte Ier a fait don de sa bibliothèque de 10 000 volumes au lycée. Celle-ci est restée à son emplacement dans une salle du deuxième étage du château de Putbus (de). LLors de l'incendie du château le 23 décembre 1865, elle est détruite à quelques exceptions près. En 1907, la bibliothèque principale pour les enseignants s'élève à nouveau à 2294 ouvrages en 4795 volumes, la bibliothèque des élèves à 3340 ouvrages en environ 5000 volumes
Après la Révolution de novembre, le lycée est maintenu en tant qu'école pédagogique publique. Avec la conversion en Institut national d'enseignement politique de Rügen (NPEA Rügen) en 1941, il y a une rupture dans la tradition de l'institution.
Après la Seconde Guerre mondiale, le lycée et ses dépendances servent d'hébergement aux réfugiés. C'est une branche du lycée de Bergen pendant une courte période avant que le nouvel institut Diesterweg ne s'installe en février 1946. En tant que premier institut de formation des enseignants du Mecklembourg et de la Poméranie-Occidentale, il sert à la formation et au perfectionnement des nouveaux enseignants. Jusqu'à 200 étudiants suivent parfois des cours sur place. En 1975, l'institut est transféré à Rostock.
Une école spéciale pour les malentendants s'installe ensuite , qui est placée sous le parrainage de la Fondation Herbert-Feuchte Réseau Heide en 1994 en tant que centre éducatif spécial pour les malentendants. En 2000, le centre déménage dans son propre nouveau bâtiment.
n 2002, après d'importants travaux de rénovation, l'IT-College, une école professionnelle supérieure pour la formation et la formation continue de spécialistes en informatique, emménage dans le lycée, qui était vide depuis lors. En 2012, une procédure d'insolvabilité est ouverte pour l'IT-College. L'IT College est fermé le 31 mars 2014. La ville de Putbus privilégie des concepts d'utilisation comme "centre de formation (école), hôtel, clinique, restaurant ou centre de congrès". Le 6 décembre 2015, le lyccée est vendu aux enchères pour 2,3 millions d'euros à un enchérisseur téléphonique inconnu. Le contrat conclu avec l'acheteur n'a pas pu être exécuté, car le montant de la vente n'a pas été payé. Par conséquent, en 2016, l'enchérisseur initialement perdant acquit le bien. Un hôtel est créé dans le lycée.

## Bâtiments

### Bâtiment principal

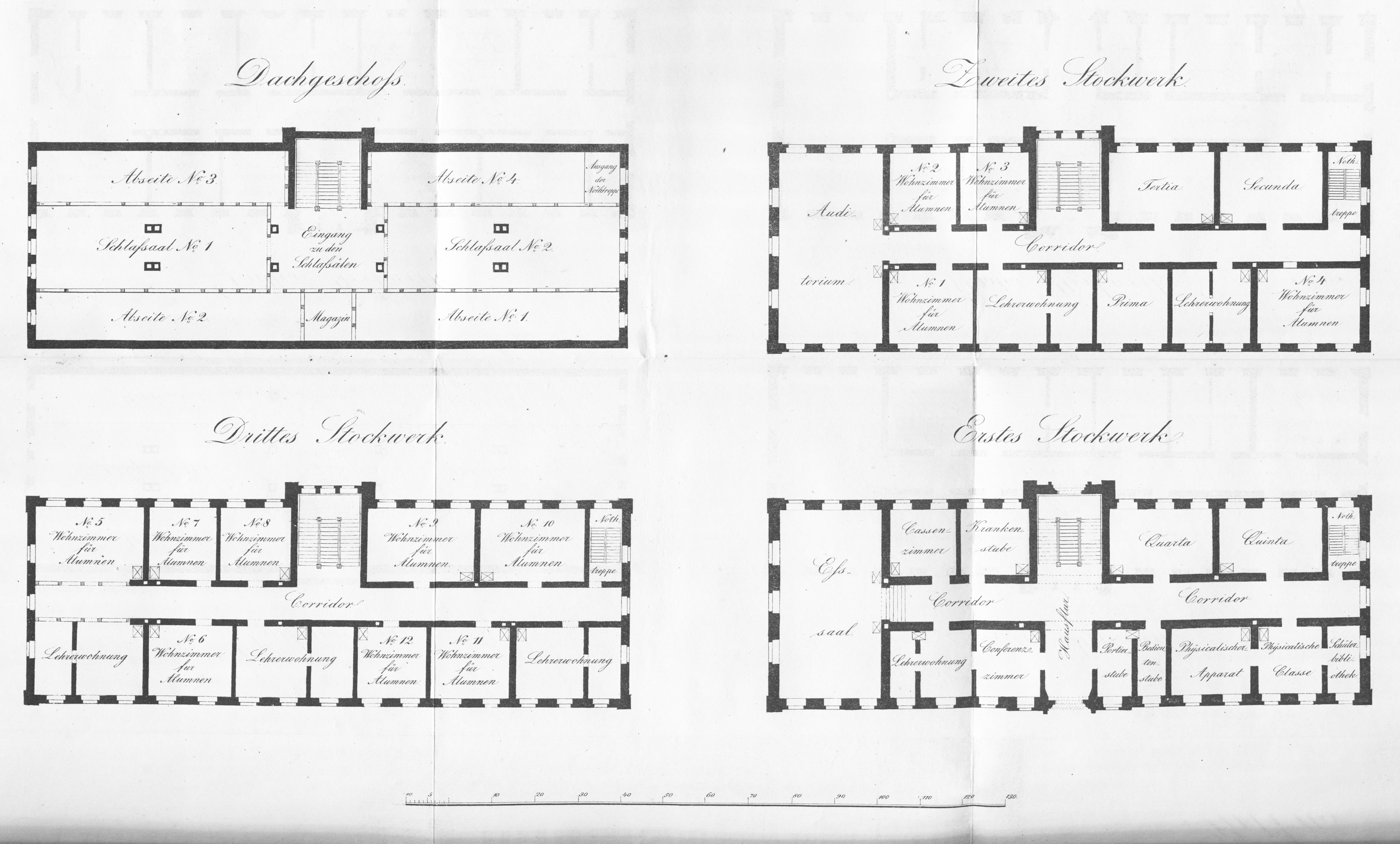
Plan au sol 1839

Le bâtiment principal du lycée au 16 du Cirque, inauguré en 1836, est un bâtiment de trois étages en crépi de 15 axes (de) avec un socle en pierre de taille dans le style classique. Il y a une lucarne en forme de frontispice avec un pignon triangulaire sur les trois axes centraux de la façade vers le cirque. Dans l'axe central se trouve le portail principal en plein cintre, encadré d'une riche décoration. Celle-ci possède une toiture en balcon reposant sur des consoles à volutes. Un large perron à quatre marches se dresse devant l'entrée. Des corniches de café étroites séparent les étages. Les fenêtres sont recouvertes d'un toit. Au-dessus d'une rangée de rosaces en terre cuite, la corniche d'avant-toit repose sur des corbeaux en terre cuite.
Au rez-de-chaussée se trouvent les logements du concierge et des serviteurs de l'école, la bibliothèque, le réfectoire, trois salles de classe, le cabinet des sciences naturelles et la salle pour la collection de produits chimiques et les appareils. Au premier étage se trouvent la salle de recueillement, une salle de conférence, le cabinet de physique, un logement pour le professeur, trois salles de classe et trois chambres pour les anciens élèves. Le deuxième étage abrite trois logements de professeurs et huit chambres d'anciens élèves. Au dernier étage, il y a deux grands dortoirs qui s'étendent sur toute la longueur du bâtiment.
À l'automne 1889, la maison d'angle de l'Alleestraße 1, qui abritait jusqu'alors un hôtel et une boulangerie, est achetée. Trois logements pour les enseignants sont aménagés dans la maison d'angle et, en 1893, la bibliothèque principale pour les enseignants trouve sa place dans deux pièces au rez-de-chaussée. Le vide entre la maison d'angle et le bâtiment principal est comblé par un bâtiment de liaison à deux étages et huit axes, construit en 1889/1890. Dans la façade structurée par des lésènes, les fenêtres du rez-de-chaussée se trouvent dans des bandeaux plats en crépi. Sous l'attique bas, la corniche principale est coudée. L'étage supérieur abrite la salle de dessin qui, en raison de sa taille, est également utilisée comme salle de fête.
En 1894/1895, un nouveau bloc sanitaire de deux étages avec eau chaude est construit sur le côté nord du bâtiment principal. L'étage supérieur abrite une salle de cours pour l'enseignement de l'histoire naturelle. De 1906 à 1908, l'ancienne aile de service, qui partait de la partie sud du bâtiment principal vers l'ouest, est remplacée par un nouveau bâtiment.

### Appartements des professeurs et anciens élèves du secondaire
En 1842, la princesse Luise zu Putbus fait don au lycée de la maison nouvellement construite au numéro 11 du Cirque comme logement officiel pour le professeur de religion, qui est également le prédicateur du château, et le premier professeur principal. En 1845, la maison de l'Alleestraße 18 (aujourd'hui Alleestraße 2) est achetée pour le deuxième professeur principal. Une cour de service est aménagée sur le terrain correspondant. En 1870, un gymnase y est construit.
En 1884, la maison Wienkoopsche située à côté de la maison du directeur, au numéro 2 du Cirque, est acquise et un petit alumnat et un logement pour les enseignants y sont aménagés. En 1888, les soins infirmiers sont transférés dans cette maison et le rez-de-chaussée accueillit l'appartement d'un professeur principal, tandis que l'alumnat secondaire déménage dans la maison Kuhn, acquise cette année-là, en face de l'établissement. En 1906, le bâtiment est à nouveau vendu.
En 1908, l'école pédagogique compte au total six bâtiments résidentiels.

## Professeurs
- 1836-1852 Ferdinand Hasenbalg (de) (1793-1852), directeur
- 1836-1878 Franz Biese (de) (1803-1895), professeur principal
- 1836-1841 Heinrich Ludwig Bolze (de) (1813-1888), professeur
- 1849-1851 Hermann Friedrich Christoph Lehmann (de) (1821-1879), adjoint
- 1852-1864 Albert Friedrich Gottschick (de) (1807-1871), directeur
- 1864-1866 Gustav Lothholz (1822-1903), directeur
- 1864–1916 Victor Loebe (de) (1840–1916), professeur, professeur privé
- 1870-1872 Ludwig Kotelmann (de) (1839-1908), professeur principal
- 1873–1907 Friedrich Katter (de) (1842–1913), professeur principal
- 1873–1881 Wilhelm Haupt (de) (1846–1932), professeur
- 1874-1875 Hermann Mensch (de) (1831-1914), professeur

## Étudiants notables
- Bernhard Johann von Maltzan (1812–1896), excellence, président du Sénat[7] premier élève du lycée en 1836[8]
- Adolf von Baerenfels (de), juge du Reich
- Alexander von Quistorp (de), directeur de banque, commandeur honoraire de l'Ordre de Saint-Jean
- Gerdt von Bassewitz (de), dramaturge et romancier
- Alfred Biese (de), professeur de lycée, historien de la littérature
- Gustav Bödcher (de), maire d'Halberstadt
- Alfred Haas (de), historien, folkloriste et professeur de lycée
- Detlev von Arnim-Kröchlendorff, propriétaire terrien, homme politique et chef d'église évangélique
- Friedrich von Homeyer (de), propriétaire terrien, agriculteur et éleveur
- Léopold IV, dernier prince régnant de Lippe
- Ferdinand von Lochow (de), agronome
- Bernhard zur Lippe-Biesterfeld l'Ancien, diplôme d'études secondaires à Pâques 1892, père de Bernhard de Lippe-Biesterfeld
- Julius Ernst zur Lippe-Biesterfeld (de), diplomate
- Dietrich von Oertzen (de), juriste, fonctionnaire administratif et homme politique (DNVP)
- Gustav von Oertzen, fonctionnaire colonial et commissaire impérial en Nouvelle-Guinée allemande
- Carl Pauli (de), professeur de lycée, linguiste et chercheur de la langue étrusque
- Franz Pogge (de), député du Reichstag (NLP)
- Bruno von Schuckmann, député de la chambre des représentants de Prusse, gouverneur du Sud-Ouest africain allemand
- Gustav Staude (de), député de la chambre des seigneurs de Prusse, maire d'Halle
- Fritz von Steinaecker (de), propriétaire du manoir et député de Reichstag
- Georg Thiele (de), philologue classique
- Otto Vogel (de), directeur d'école secondaire et écrivain
- Arnold Wahnschaffe, administrateur de l'arrondissement de Landsberg-sur-la-Warthe (de), chef de la Chancellerie du Reich
- Ernst Witte (de), avocat allemand, député du Reichstag
- Kurt Wittmer-Eigenbrodt (de), avocat, agriculteur et député du Bundestag (DNVP, plus tard CDU)
- Karl von Witzendorff (de), général